# Bonnie Gadusek
Bonnie Gadusek (Pittsburgh, 11 september 1963) is een tennisspeelster uit de Verenigde Staten van Amerika.
Gadusek trainde in 1976 gymnastiek voor de Olympische Spelen van 1980, maar viel tijdens een training van de brug met ongelijke leggers en belandde op haar nek. Hierbij werden twee wervels verschoven, waardoor zij maanden niet kon trainen. Van haar zus kreeg zij een tennisracket cadeau, en drie maanden nadat zij uit het ziekenhuis kwam, speelde zij haar eerste tennistoernooi, nog steeds met haar hoofd, nek en romp in een beugel.
In de winter zocht zij een tennishal waar zij gratis kon trainen, en zij schreef tientallen trainers aan, in de hoop dat die haar wilden trainen. De enige die reageerde was Harry Hopman, die haar roemde om haar gedrevenheid. Gadusek verhuisde naar Largo in Florida, om aan de Hopman Tennis Academy te kunnen trainen. Ook Dick Stockton, halvefinalist van het US Open 1975 mannendubbelspel, roemde het spel van Gadusek, nadat hij samen met haar in het gemengd dubbelspel had gespeeld (en de titel won).
In 1981 won zij het meisjestoernooi van Roland Garros. Tussen 1983 en 1985 won zij vijf WTA-titels in het enkelspel en drie in het dubbelspel. Haar beste resultaat op de grandslamtoernooien is het bereiken van de kwartfinale op het US Open, tweemaal in het enkelspel (1982 en 1986) en eenmaal in het dubbelspel (1983). Haar hoogste notering op de WTA-ranglijst is de achtste plaats in het enkelspel, die zij bereikte in juli 1984.

## Posities op deWTA-ranglijst
Positie per einde seizoen:
| jaar | rang enkelspel | rang dubbelspel |
| ---- | -------------- | --------------- |
| 1983 | 21             | –               |
| 1984 | 13             | –               |
| 1985 | 10             | –               |
| 1986 | 13             | 60              |
| 1987 | 461            | –               |

## Palmares

### WTA-finaleplaatsen enkelspel
| nr.              | finale     | toernooi            | ondergrond | tegenstandster    | score         |
| ---------------- | ---------- | ------------------- | ---------- | ----------------- | ------------- |
| gewonnen finales |            |                     |            |                   |               |
| 1.               | 1984-01-29 | WTA Marco Island    | gravel     | Kathleen Horvath  | 3-6, 6-0, 6-4 |
| 2.               | 1985-02-03 | WTA Marco Island    | hardcourt  | Pam Casale        | 6-3, 6-4      |
| 3.               | 1985-05-26 | WTA Lugano          | gravel     | Manuela Maleeva   | 6-2, 6-2      |
| 4.               | 1985-09-22 | WTA Chicago         | tapijt (i) | Kathy Rinaldi     | 6-1, 6-3      |
| 5.               | 1985-10-13 | WTA Indianapolis    | tapijt (i) | Pam Casale        | 6-0, 6-3      |
| verloren finales |            |                     |            |                   |               |
| 1.               | 1982-07-18 | WTA Monte Carlo     | gravel     | Virginia Ruzici   | 2-6, 6-7      |
| 2.               | 1983-05-08 | WTA Perugia         | gravel     | Andrea Temesvári  | 1-6, 0-6      |
| 3.               | 1983-11-13 | WTA Deerfield Beach | hardcourt  | Chris Evert-Lloyd | 0-6, 4-6      |
| 4.               | 1984-03-18 | WTA Palm Beach      | gravel     | Chris Evert-Lloyd | 0-6, 1-6      |
| 5.               | 1985-12-15 | WTA Tokio           | tapijt (i) | Manuela Maleeva   | 6-7, 6-3, 5-7 |

### WTA-finaleplaatsen vrouwendubbelspel
| nr.              | finale     | toernooi            | ondergrond | partner          | tegenstandsters                 | score         |
| ---------------- | ---------- | ------------------- | ---------- | ---------------- | ------------------------------- | ------------- |
| gewonnen finales |            |                     |            |                  |                                 |               |
| 1.               | 1983-11-13 | WTA Deerfield Beach | hardcourt  | Wendy White      | Pam Casale Mary-Lou Piatek      | 6-1, 3-6, 6-3 |
| 2.               | 1985-05-26 | WTA Lugano          | gravel     | Helena Suková    | Bettina Bunge Eva Pfaff         | 6-2, 6-4      |
| 3.               | 1985-10-13 | WTA Indianapolis    | tapijt (i) | Mary-Lou Piatek  | Penny Barg Sandy Collins        | 6-1, 6-0      |
| verloren finales |            |                     |            |                  |                                 |               |
| 1.               | 1983-10-16 | WTA Tarpon Springs  | hardcourt  | Wendy White      | Martina Navrátilová Pam Shriver | 0-6, 1-6      |
| 2.               | 1985-02-03 | WTA Marco Island    | hardcourt  | Camille Benjamin | Kathy Jordan Elizabeth Smylie   | 3-6, 3-6      |
| 3.               | 1986-03-02 | WTA Oakland         | tapijt (i) | Helena Suková    | Hana Mandlíková Wendy Turnbull  | 6-7, 1-6      |

## Resultaten grandslamtoernooien
| Legenda | Legenda                          |
| ------- | -------------------------------- |
| g.t.    | geen toernooi gehouden           |
| l.c.    | lagere categorie                 |
| –       | niet deelgenomen                 |
| G       | uitgeschakeld in de groepsfase   |
| 1R      | uitgeschakeld in de eerste ronde |
| 2R      | uitgeschakeld in de tweede ronde |
| 3R      | uitgeschakeld in de derde ronde  |
| 4R      | uitgeschakeld in de vierde ronde |
| KF      | uitgeschakeld in de kwartfinale  |
| HF      | uitgeschakeld in de halve finale |
| F       | de finale verloren               |
| W       | het toernooi gewonnen            |
| w-v     | winst/verlies-balans             |

### Enkelspel
| toernooi        | 1981 | 1982 | 1983 | 1984 | 1985 | 1986 | 1987 |
| --------------- | ---- | ---- | ---- | ---- | ---- | ---- | ---- |
| Australian Open | 2R   | –    | –    | –    | –    | g.t. | –    |
| Roland Garros   | 1R   | 3R   | 1R   | –    | 4R   | –    | –    |
| Wimbledon       | –    | –    | –    | –    | 2R   | –    | –    |
| US Open         | –    | KF   | 4R   | 4R   | 3R   | KF   | 1R   |

### Vrouwendubbelspel
| toernooi        | 1981 | 1982 | 1983 |    | 1985 | 1986 | 1987 |
| --------------- | ---- | ---- | ---- | -- | ---- | ---- | ---- |
| Australian Open | 2R   | –    | –    | –  | g.t. | –    |      |
| Roland Garros   | –    | 2R   | 2R   | 2R | –    | –    |      |
| Wimbledon       | –    | –    | –    | –  | –    | –    |      |
| US Open         | –    | 2R   | KF   | 1R | 2R   | 1R   |      |

### Gemengd dubbelspel
| toernooi        | 1982 |    | 1984 | 1985 |
| --------------- | ---- | -- | ---- | ---- |
| Australian Open | –    | –  | –    |      |
| Roland Garros   | –    | –  | –    |      |
| Wimbledon       | –    | –  | –    |      |
| US Open         | 1R   | 1R | 1R   |      |